# Homosexualität in Ungarn
Ungarn gilt beim Thema Homosexualität als ein sehr konservatives mitteleuropäisches Land. Seit 2021 ist jegliche öffentliche Aufklärung von Kindern verboten und auch Werbespots mit homosexuellen Inhalten sind verboten.

## Legalität
Das erste ungarische Strafgesetzbuch von 1878 bestrafte homosexuelle Handlungen zwischen Männern („természet elleni fajtalanság“) mit Freiheitsstrafe bis zu einem Jahr. Homosexualität wurde 1961 für Männer über 20 Jahre dekriminalisiert. Im Jahre 1978 wurde das Schutzalter durch das neue Strafgesetzbuch auf 18 Jahre herabgesenkt. Seit 2002 wurde infolge höchstgerichtlicher Entscheidung des ungarischen Verfassungsgerichts die Homosexualität der Heterosexualität gleichgestellt und das Schutzalter auf 14 Jahre angeglichen. Homosexuelle Menschen können in der Armee dienen.
Im April 2012 brachte die rechtsextreme Partei Jobbik zwei Gesetzesanträge ins Parlament, nach denen Homosexuelle, die ihre Sexualität in der Öffentlichkeit thematisieren oder erkennbar werden lassen, mit bis zu acht Jahren Haft sollten bestraft werden können. Der Antrag wurde vom Parlament abgelehnt.

## Gesetze
Im Jahre 2000 urteilte das ungarische Verfassungsgericht, dass die ungarische Verfassung auch den Schutz der sexuellen Orientierung erfasst. Seit 1997 besteht auf gesetzlicher Ebene ein Antidiskriminierungsgesetz durch den Act on Public Health. 2003 erging der Act on Equal Treatment and the Promotion of Equal Opportunities, der eine Diskriminierung aufgrund sexueller Orientierung in den Bereichen Beschäftigung, Bildung, Eigentum, Gesundheitswesen und den Zugang zu Waren und Dienstleistungen verbietet. Das Gesetz erging als Umsetzung der Antidiskriminierungsvorschriften der Europäischen Union.

### Einschränkungen unter Orbán

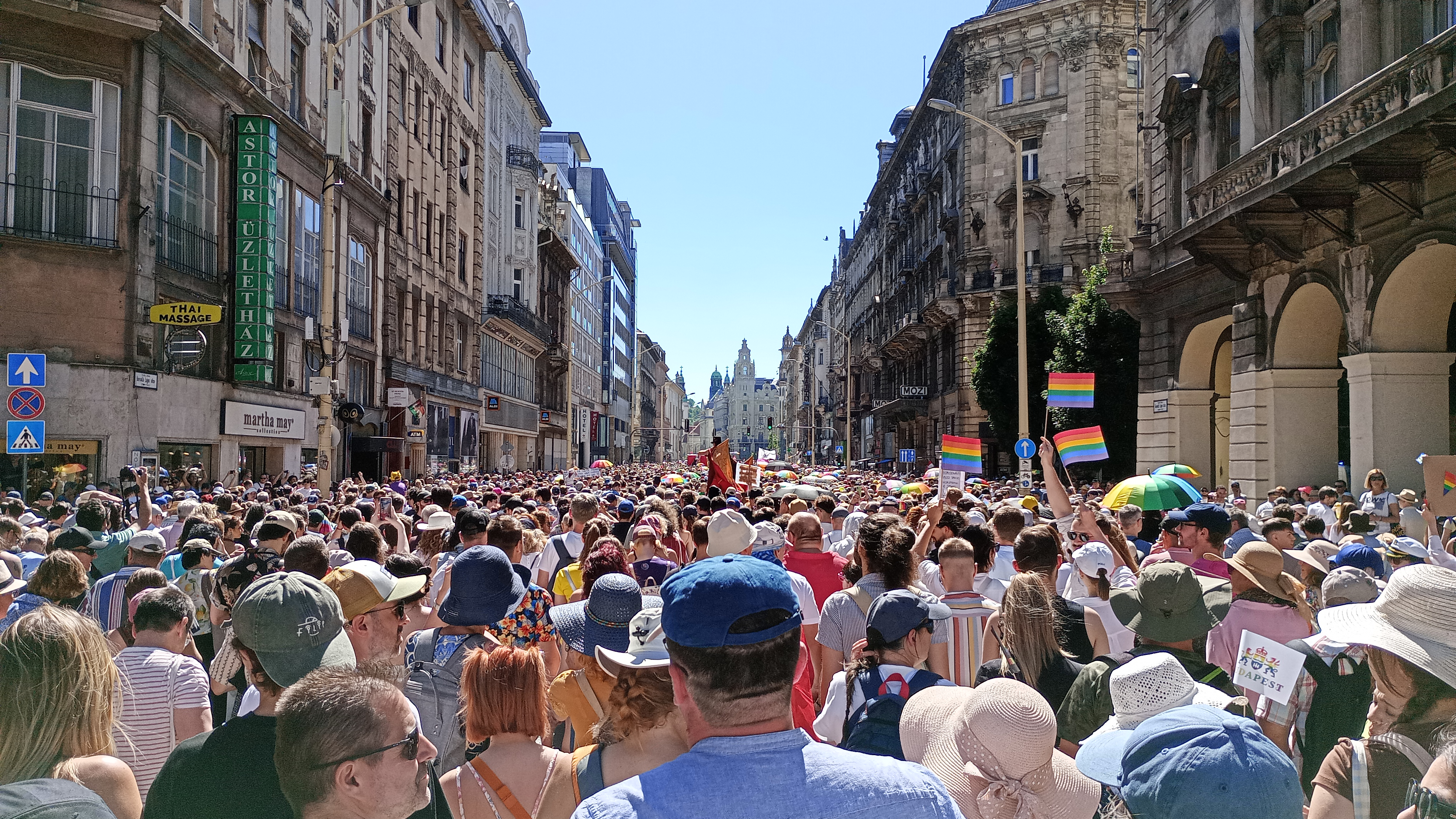
Budapest Pride 2025

Seit der Machtübernahme durch Ministerpräsident Viktor Orbán ist das Klima gegenüber Homosexuellen rauer geworden. Orbán hat der „mörderischen Gender-Ideologie“ und dem „Gender-Wahnsinn“ den Kampf angesagt. 2018 wurden daher zunächst Genderstudien verboten. Seit 2020 schreibt ein Gesetz vor, dass eine juristische Geschlechtsänderung ausgeschlossen ist, auch dann, wenn eine medizinische Geschlechtsanpassung erfolgte.
Am 15. Juni 2021 beschloss das ungarische Parlament mit Stimmen der Regierungspartei Fidesz unter Viktor Orbán und der rechtsextremen Partei Jobbik ein „Kinderschutzgesetz“, das die Darstellung von Homosexualität (sog. „Homo-Propaganda“) gegenüber Minderjährigen verbietet. Das betrifft z. B. Aufklärungskampagnen für Schüler oder Darstellung von Homosexualität in der Werbung oder in Kinderbüchern und -filmen. Bücher mit entsprechenden Inhalten dürfen z. B. nur eingeschweißt in den Regalen von Buchhandlungen stehen. Eine Zuwiderhandlung wird mit empfindlichen Geldstrafen geahndet, wie das Beispiel der Buchhandelskette Lira zeigt, die zu einer Strafe von umgerechnet rund 32.000 Euro verurteilt wurde. Das Gesetz wurde vermischt mit Maßnahmen gegen Pädophilie, sodass eine Ablehnung instrumentalisiert werden konnte, um den Gegnern des Gesetzes die Unterstützung von Kindesmissbrauch zu unterstellen. Die EU und zahlreiche Mitgliedsstaaten kritisierten das Gesetz scharf; Kommissionspräsidentin Ursula von der Leyen bezeichnete es als „Schande“.

Am 14. April 2025 beschloss das ungarische Parlament mit der Zweidrittelmehrheit der Regierungskoalition, bestehend aus Fidesz und KDNP, eine Verfassungsänderung, mit der Pride-Paraden verboten werden können. Verstöße können mit bis zu 500 Euro geahndet werden. Abgeordnete der Oppositionsparteien Momentum und DK boykottierten die Abstimmung. Der Direktor von Amnesty International Ungarn, David Vig, sprach von einem „Frontalangriff auf die LGBTQIA+-Community“. Der Budapester Bürgermeister Gergely Karácsony versuchte, das Gesetz zu umgehen, indem er die Pride als kommunale Veranstaltung deklarierte, die seiner Aussage nach keiner Genehmigung bedarf. Die Polizei untersagte die Veranstaltung jedoch mit Verweis darauf, dass sie unter das Kinderschutzgesetz falle. 
Das Verbot führte am 28. Juni 2025, dem eigentlich für das 30. Jubiläum der Pride-Parade vorgesehenen Datum, zu Massenprotesten gegen Orbán, an denen laut Medienberichten mindestens 100.000 bzw. laut den Organisatoren bis zu 200.000 Menschen teilnahmen.

## Anerkennung gleichgeschlechtlicher Partnerschaften
Seit 1996 können gleichgeschlechtliche Paare eine unregistrierte Partnerschaft eingehen, die vom ungarischen Staat anerkannt wird. Eine Eintragung wird hierbei nicht vorgenommen. Die Paare erhalten einige spezielle Rechte und Vergünstigungen.
Im November 2007 brachte die Regierung unter Ferenc Gyurcsány ein Gesetz ins ungarische Parlament ein, das eingetragene Partnerschaften ermöglicht hätte, die bis auf das Adoptionsrecht identisch mit der Ehe gewesen wären und auch Heterosexuellen offengestanden hätten. Die damaligen linken bzw. liberalen Regierungsparteien unterstützten das Gesetz, wobei die liberale Partei es als ersten Schritt zur vollständigen Öffnung der Ehe ansah.
Die ausgearbeitete Gesetzesvorlage konnte aber nicht wie geplant am 1. Januar 2009 in Kraft treten, da sie nach Auslegung des ungarischen Verfassungsgerichts gegen den verfassungsgesetzlichen Schutz von Ehe und Familie verstoße, weil die Möglichkeit auch heterosexuellen Paaren offengestanden hätte. Eine Gesetzesvorlage nur für gleichgeschlechtliche Partnerschaften würde aber verfassungskonform sein. Das ungarische Parlament setzte die Vorgaben des Verfassungsgerichts im April 2009 mit einem Gesetz zur Zulassung eingetragener Lebenspartnerschaft um, das im Juli 2009 in Kraft getreten ist. Das Gesetz räumt verpartnerten Paaren weitgehend gleiche Rechte wie Eheleuten ein, schließt aber die Möglichkeit der Adoption von Kindern aus.

### Einschränkungen unter Orbán
Seit der 2010 erfolgten Machtübernahme durch die rechtspopulistische Partei von Viktor Orbán hat sich die rechtliche Lage für Homosexuelle verschlechtert. Laut mdr betreibe seine Regierung eine „homo- und transfeindliche“ Politik, indem „kontinuierlich die Daumenschrauben“ angezogen werden. Mit dem Inkrafttreten einer neuen Verfassung 2012 wurde festgelegt, dass eine Ehe nur zwischen Mann und Frau geschlossen werden kann. 2013 wurde durch eine Verfassungsänderung der Schutz der Familie ausdrücklich auf heterosexuelle Ehepaare beschränkt.
Am 5. Juni 2018 urteilte der Europäische Gerichtshof aufgrund der Klage eines ungarischen Staatsbürgers, der in Brüssel seinen US-amerikanischen Partner geheiratet hatte. Ungarn verweigerte dem US-Amerikaner ein Aufenthaltsrecht länger als drei Monate. Der EuGH urteilte, dass der Begriff „Ehegatte“ („spouse“) geschlechtsneutral zu werten sei und auch für gleichgeschlechtliche Ehegatten gelte, dem US-Amerikaner sei ein Aufenthaltsrecht einzuräumen. Andernfalls werde der Ungar in seiner Freizügigkeit nach Art. 21 Abs. 1 AEUV beschränkt, in einem anderen Mitgliedsstaat der Union zu arbeiten, eine gleichgeschlechtliche Ehe einzugehen und diese in seinem Heimatstaat zu leben.
2020 wurde Homosexuellen schließlich grundsätzlich das Recht auf Adoption verwehrt.

## Gesellschaftliche Situation

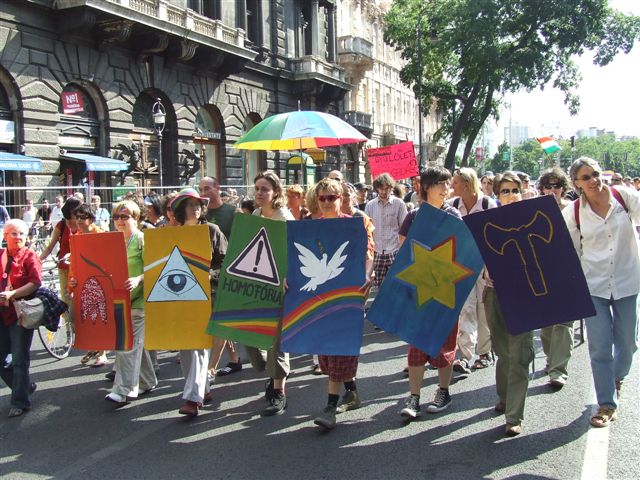
Gaypride Budapest

Eine homosexuelle Community findet sich vorrangig in der Hauptstadt Budapest, wo jedes Jahr ein CSD stattfindet. Allerdings kam es hier mehrfach zu gewaltsamen Gegenprotesten.
Die EuroGames konnten im Sommer 2012 ohne Zwischenfälle stattfinden.
In den letzten Jahren stieg die Zustimmung zur gleichgeschlechtlichen Ehe stark an: 2006 waren es lediglich 18 % der Bevölkerung, welche die Gleichstellung im Eherecht befürworteten, 2015 waren es 39 %. Laut der EU-Diskriminierungsstudie 2023 ist die Quote mittlerweile auf 44 % gestiegen. 51 % der Ungarn lehnen eine Gleichstellung weiterhin ab.
Jedoch steigen auch die Zahlen von Übergriffen auf Homosexuelle, wie die queere Organisation Háttér feststellte. Die Täter fühlten sich dabei von der Regierungspolitik bestätigt.
Laut der EU-Diskriminierungsstudie 2023 glauben 53 % der Befragten, dass Diskriminierung von Homosexuellen verbreitet ist. 51 % der Ungarn würden sich unwohl fühlen, wenn ihr Kind eine homosexuelle Beziehung hätte. 49 % der Befragten waren der Meinung, dass die sexuelle Orientierung oder Transidentität nicht in der Schule angesprochen werden sollte (47 % sprachen sich dafür aus).